# Serdinyà
Serdinyà (IPA: [səɾði'ɲa], oficialment en francès Serdinya, sense accent), per a alguns autors Serdinyà i Joncet, és una comuna de la comarca del Conflent, a la Catalunya del Nord.
Comprèn els llogarrets (alguns, antics municipis) de Flaçà, els Horts, Joncet, Marinyans i la Guàrdia. Hi ha estació del tren groc a Serdinyà i a Joncet.
La dita diu: Serdinyà en té tant, d'orgull, per un xic de vi que cull

## Etimologia
Explica Joan Coromines que Serdinyà prové de l'adjectiu llatí Secundinianum, derivat del nom propi, també llatí, Secundinius. En tractar-se d'un topònim derivat d'un antropònim llatí, es tractaria d'un vilatge que té els seus orígens en la colonització romana del territori. Del Secundinianum original, hauria evolucionat cap a Segdinianu, Segdinyà i, finalment, Serdinyà.
També descarta, amb els raonaments corresponents, d'altres etimologies proposades, com la que faria derivar el nom del poble de Sant Damià, proposada per Antoni Griera, o d'un nom propi llatí Sardinius, d'Antoni M. Alcover, o, encara, d'un Securiniano trobat documentalment per Paul Aebischer, però que no correspon a aquest lloc sinó al rossellonès Palau del Vidre ni, segons Coromines, a l'ètim origen de Serdinyà.

## Geografia

### Localització i característiques generals del terme

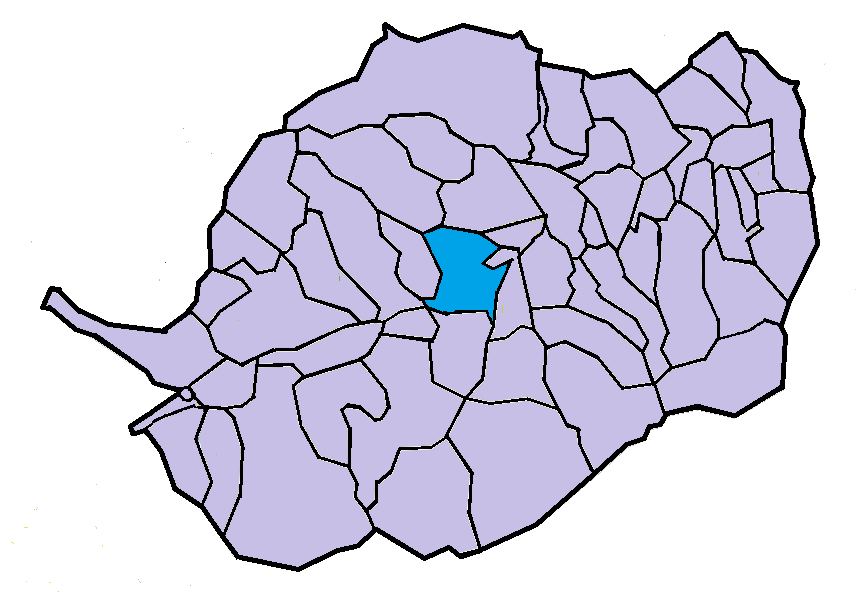
Situació de la comuna de Serdinyà en el Conflent

El terme comunal de Serdinyà, de 169.100 hectàrees d'extensió, és situat a banda i banda de la Tet. És just a ponent del centre de la comarca.
En el territori del nord, a la riba esquerra de la Tet es troba el poble de Flaça, actualment molt despoblat, que entre el 1790 i el 1794 fou adscrit a la veïna comuna de Jújols, així com el poble i antic terme independent dels Horts, que fou unit a Serdinyà el 1822. Forma aquesta part del territori dues valls principals, la del Torrent del Bonàs i la del Torrent dels Horts, la segona amb el poble esmentat d'aquest nom. La part baixa d'aquest territori està creuada pel Rec Nou, que procedeix del terme de Jújols, entra en el terme a 587,3 m alt i, en un traçat sinuós que va resseguint totes les irregularitats de coster a la mateixa alçada, surt del terme cap a 541,4, en el moment que s'aboca en el Torrent de les Canals dels Horts, que és termenal entre Serdinyà i Fullà. Emmarca aquest territori pel costat de ponent una carena que des de la mateixa llera de la Tet, a 560 m alt, va pujant fins als 1.756,4 a la Collada de Jújols, la major part seguint crestes de muntanyes. En un primer tram, però, el terme de Serdinyà constitueix una falca entre el riu i els peus del coster, on, a la riba dreta, hi ha el lloc de Riells, amb una important piscifactoria. Després, puja cap al Pla de l'Àliga, a 1.120 m alt, després al Pla de Campanyà, a 1.261,7, i tot seguit al Pla de la Corbatera, a 1.389,3. Després passa ran de la Cova dels Fornells i acaba d'arribar a la Collada abans esmentada. És una zona amb diversos rocs molts destacats (Roc de les Estovalles, Roc de la Pelada, Roc Roig, Roc dels Fornells, Roc de Sant Julià i Rocs de la Collada, principalment). Aquesta línia marca tot el termenal de Serdinyà amb Jújols.
El límit nord és en part amb el terme de Noedes i en part amb el de Conat. De la Collada va cap a llevant per la Tartera, on assoleix els 1.793 m alt, i fins al Roc Roig de la Serra Pelada, de 1.669,2, on s'acaba el termenal amb Noedes. Ja termenal amb Conat, la carena que limita pel nord el terme de Serdinyà segueix els serrats de Roca Blanca (cap als 1.675 m alt) i de Roca Roja (davallant cap als 1.450). El límit nord-oriental i oriental va davallant des del Crest pel nord del Pla d'Auçà, on segueix un tram del Còrrec de Flagells, davallant sempre fins als 1.016,2 m alt. En el còrrec esmentat el termenal ateny el terme de Vilafranca de Conflent, que, després d'un primer tram en línia recta passant pel Roc Campanyà, va a cercar una altra carena, per la qual baixa des d'una altitud de 1.050 metres cap als 750, alçada en què arriba a la llera del Torrent dels Horts. La resta de termenal és aquest torrent, fins que s'aboca en la Tet.
En el territori del sud, a la dreta del riu, hi ha els pobles de Serdinyà i Joncet i el territori històric de la comuna. El límit d'aquest territori a l'oest i al sud-oest és força arbitrari, tot i que va pujant gradualment, però no segueix netament cap carena. Així, des del 587,3 m alt de Riells, passa per la Bastida, el Perdiguer, la Romeda i la Pedra Foradada, on assoleix els 852 m alt. Després va a cercar la Ribera de Vallmarçana (591,3), i puja altre cop cap a una alçada d'uns 800, en un traçat en forma d'angle cap al sud que passa pel Puig del Pla de Tarters, de 803 m alt, i torna a baixar cap a la llera del Torrent de Vall-llobera, a 605,7. Aleshores, puja cap al sud pel Serrat del Bac, fins al Cim del Serrat de les Garberes, de 904. És un lloc on el terme de Serdinyà entre en forma de punxa entre els termes d'Escaró i Fullà. Tot seguit, cap al nord, serveix el Serrat de les Garberes, tot seguit el de Santa Eulàlia i la Serra, on davalla cap als 700 m alt, i seguint la carena, passa pel Mas Pi i assoleix la llera de la Tet, a 443,7. És aquest el punt més baix de tot el terme. El més alt, els 1.793 de la Tartera, al nord. Cal dir que a l'extrem est, el terme de Serdinyà fa una altra falca, ara cap a llevant, entre el riu Tet i Rebollet.
Termes municipals limítrofs:
| Noedes                 |        | Conat / Vilafranca de Conflent |
| Jújols                 |        | Fullà                          |
| Oleta i Èvol / Soanyes | Escaró |                                |

### Serdinyà

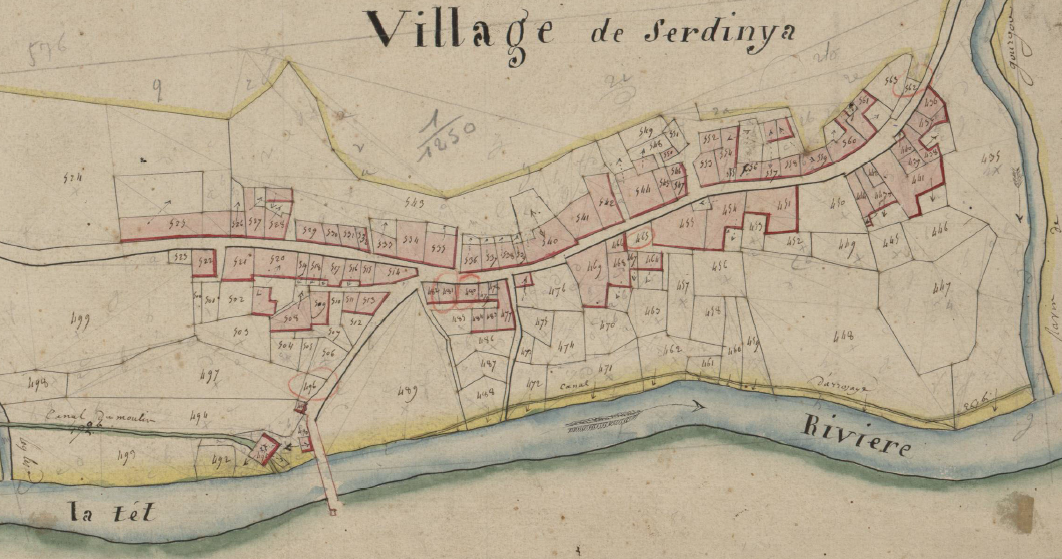
El Solà de Serdinyà en el Cadastre napoleònic del 1812 (Arxius Departamentals dels Pirineus Orientals, ADPO)

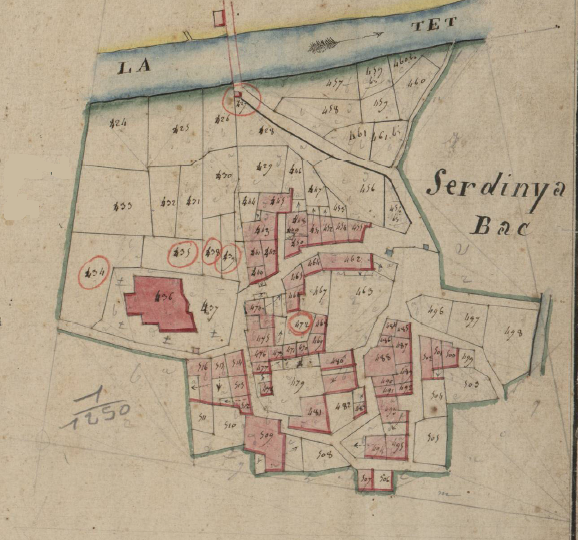
El Bac de Serdinyà en el Cadastre napoleònic del 1812 (ADPO)

El poble de Serdinyà és a prop d'una posició central dins del seu terme comunal. Consta de dos barris: el del Solà, a l'esquerra de la Tet, i el del Bac, a la dreta. En el del Bac, antigament anomenat els Hostals, hi ha l'església parroquial de Sant Cosme i Sant Damià, amb el cementiri al costat seu, i l'Estació de Serdinyà, del tren groc. A prop de l'església parroquial, a migdia seu, hi ha el Casal dels Serrabou, o dels Gall, popularment conegut com el Castell. Era la casa forta dels Serrabou, documentats des del segle xii, que al segle xv obtingueren la senyoria de Llar.
En el del Solà, o les Cabanes de Serdinyà, barri més modern (ja consta, però, en el Cadastre napoleònic del 1812), situat al llarg de la carretera N - 116, hi ha la Casa del Comú, l'antiga escola i altres edificis de serveis, com el de correus, per exemple. A l'extrem de ponent d'aquest barri hi ha la capella de Sant Sebastià. Els dos barris de Serdinyà eren units per un pont gòtic, al costat del qual es construí el 1760 l'oratori de la Mare de Déu del Pont.

### Joncet

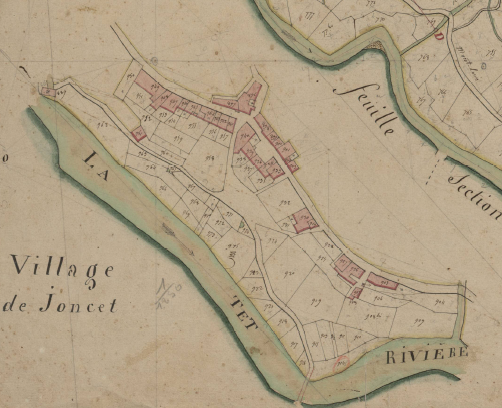
El Solà de Joncet en el Cadastre napoleònic del 1812 (ADPO)

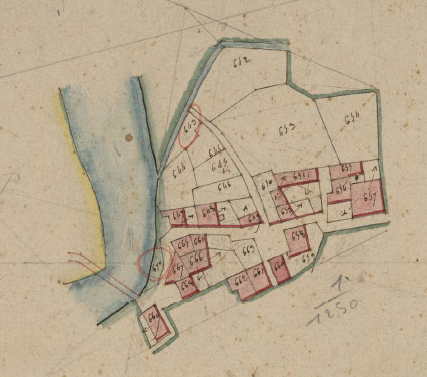
El Bac de Joncet en el Cadastre napoleònic del 1812 (ADPO)

Joncet és el segon poble del terme de Serdinyà. Alguns autors, com Joan Becat proposen Serdinyà i Joncet com a nom de la comuna.
Està situat a cosa d'un quilòmetre en línia recta del cap de la comuna, Serdinyà.
De la mateixa manera que aquest poble, Joncet consta de dos barris, un a cada costat de la Tet: el del Solà, o les Cabanes de Joncet, a l'esquerra del riu, barri modern (ja consta, però, en el Cadastre napoleònic del 1812) construït al llarg de la carretera general, i el del Bac a la dreta, més antic, que conté la capella de Sant Joan Baptista.

### Flaçà

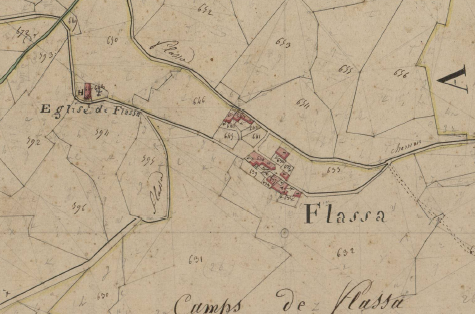
Flaçà en el Cadastre napoleònic del 1812 (ADPO)

L'antic poble de Flaçà, actualment molt despoblat, és situat al capdamunt d'un coster a l'esquerra de la Tet, al nord de Serdinyà i de Joncet, a uns 450 metres més enlaire que Serdinyà i a cosa d'un quilòmetre en línia recta. L'accés, però, és a través d'una pista local llarga i amb molts revolts tancats per la diferència d'altitud que ha de superar.
El poble conserva alguns casals molt antics; Flaçà tingué parròquia pròpia el segle xii.

### Els Horts

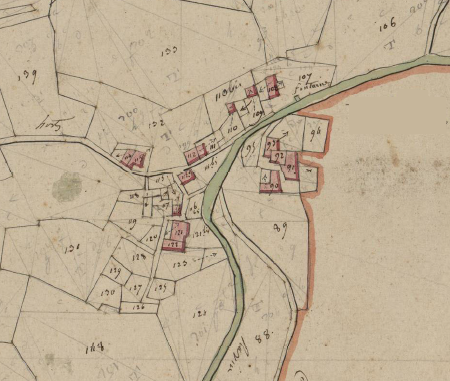
Els Horts en el Cadastre napoleònic del 1812 (ADPO)

Com Flaçà i Marinyans, els Horts és a l'esquerra de la Tet, a la vall del Torrent dels Horts, a la zona nord-oriental del terme comunal. Actualment només hi resten les ruïnes de les cases que formaven aquest poble. Entre els Horts i Marinyans hi ha les restes del Castell dels Horts. Els Horts havien tingut comuna pròpia fins a l'any 1822, que ocupava, aproximadament el terç nord-oriental de l'actual terme de Serdinyà. És l'únic territori de Serdinyà que no havia depès directament dels comtes de Cerdanya, la que pertangué al Vescomtat d'Èvol, com el mas de Mirles, que era possessió de Sant Martí del Canigó.

### Marinyans

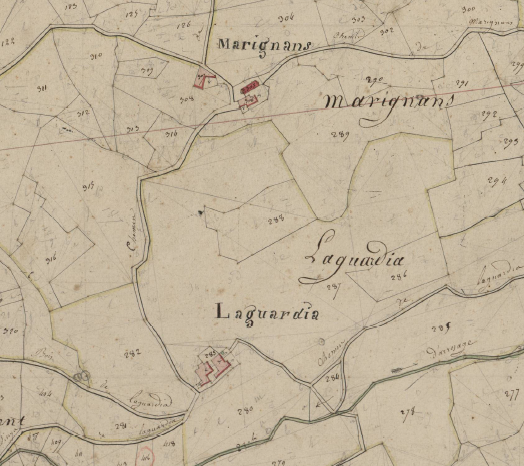
La Guàrdia i Marinyans en el Cadastre napoleònic del 1812 (ADPO)

L'antic lloc de Marinyans, actualment reduït a una sola casa, el mas que duu aquest mateix nom, és a l'esquerra de la Tet, dalt d'un coster, com Flaçà, a uns 700 metres d'altitud i a uns 800 metres en línia recta de Serdinyà. Hi ha restes de l'església romànica de Santa Maria de Marinyans, una mica allunyada al nord-est de la masia conservada.

### La Guàrdia
La Guàrdia és un altre antic poble del terme de Serdinyà actualment reduït a una única explotació agrària. És a l'esquerra de la Tet, a uns 650 metres a llevant de Serdinyà, al nord de la carretera N - 116, a menys de 50 metres més d'altitud que el cap de la comuna. Hi havia hagut la Torre de la Guàrdia, ara desapareguda.

### Riells
Situat a l'esquerra de la Tet, a l'extrem occidental del terme de Serdinyà hi ha el lloc anomenat Riells, que durant molts anys havia allotjat una piscifactoria, ara en desús, però que hi manté les instal·lacions.

### Els dòlmens de Serdinyà
En el terme de Serdinya es troben fins a cinc dòlmens: el Dolmen del Cortal del Polita, els Dòlmens de la Serra de Santa Eulàlia, compartits amb Fullà, i els Dòlmens del Pla de Tarters.

### Antigues instal·lacions mineres
En el terme de Serdinyà, com en alguns dels termes veïns, sobretot Escaró, romanen vestigis d'antigues instal·lacions relacionades amb les explotacions mineres, com són la Casa de la Machine, les Cases dels Meners, a Joncet, l'Estacada del Solà, el Pla inclinat del mener de Joncet, el Pla inclinat del mener de Serdinyà, el Terminal del cable del mener, de Joncet, el Terminal del cable del mener, de Serdinyà, el Terminal del pla inclinat del mener, de Joncet, el Terminal del pla inclinat del mener, de Serdinyà i les Trémies de la Vista. Antigament hi havia un ferrocarril miner, anomenat la Veu del Mener, que unia Serdinyà, on es descarregaven les mercaderies per a carregar-les en el tren, amb les mines d'Escaró.

### Les pedreres
Dues pedreres importants es trobaven dins del terme de Serdinyà: la de Roca Fumada i la de Terra Roja. Totes dues eren en el vessant meridional del Serrat de Roca Blanca. La de Roca Fumada era al capdamunt del Torrent de Gorgó, part alta del Torrent del Bonàs. La de Torre Roja és més a llevant, al capdamunt de la capçalera del Torrent de Querllong, part alta del dels Horts.

### Els masos del terme
Hi ha pocs masos habitats o en condicions de ser habitats en el terme de Serdinyà i Joncet: a part dels ja esmentats de la Guàrdia i Marinyans, hi ha el Mas de l'Astorg, o d'en Rebollet, o de Fustanyà, el Mas d'en Llaurí, el Mas Pi, o d'en Moixina, o d'en Basseres, abans Mas Benet, Mirles, el Molí de Joncet, antic molí després microcentral elèctrica, amb el Barratge de l'Écoiffier, el Molí d'en Menuna, abans d'en Llaurí. La major part de construccions aïllades del terme són cabanes, cortals o orris: construccions principalment dedicades al pastoreig o la vida al bosc i a la muntanya. Així, s'hi troben la Barraca de Gorgó, la Cabana sense nom, el Cortal de la Marianna, el del Campaner, els dos del Draper, el del Gabeller, el del Gordilló, el del Lluco, el del Mauriçó, el del Pasqual, abans d'en Cortia, el del Peroi, el del Polita, els dos del Sanat, el del Soler i l'Orri. Cal tenir en compte també les dues centrals elèctriques, la de Joncet i la de Serdinyà. Hi ha també diversos edificis religiosos: la Creueta del Peiró, l'Oratori de la Mare de Déu del Pont. Finalment, hi ha el Refugi de Roca Fumada, el Pont d'Avall, o Pont Vell, el Pont de la Tet a Joncet, o, simplement, el Pont de Joncet, el Pont de la Tet de Serdinyà, o, simplement, el Pont de Serdinyà, o el Pont de Sant Jaume, o el Pont Nou.

### Hidrologia

#### Cursos d'aigua
La Tet és, indubtablement, el riu principal del terme de Serdinyà i Joncet, però el seu pas és relativament breu, dins del terme. La Tet vertebra les dues meitats de la comuna: la de la riba esquerra i la de la riba dreta. A l'esquerra del riu, dins del terme de Serdinyà hi ha tres torrents importants i alguns més de menor: de ponent a llevant, s'hi troben el Comall de Freixinell just al límit occidental, el Comall de Riells poc després, el Torrent de les Llences, el de Molló, el de Niana i el de l'Escola, o de l'Església de Flaçà, tots sis de curt recorregut, després el Torrent del Bonàs, de llarg recorregut, ja que davalla des de l'extrem nord del terme. Aquest torrent aporta també els torrents de Gorgó, de Violes i de la Solana. Més a llevant, hi ha el Torrent dels Horts, que hi aporta el Torrent de Querllong i el d'Eroles, o Eiroles. Encara més a llevant hi ha el Torrent de les Canals dels Horts, o de Tàrrega, o d'en Cerdana, que en el seu tram final és termenal amb Vilafranca de Conflent. A l'extrem nord-est del terme hi ha també el Còrrec de Flagells, o dels Flagells, que fa de termenal amb el terme de Conat.
A la riba dreta de la Tet es troben, a l'extrem de ponent, el Còrrec de Sant Cugat, i després, de ponent a llevant, el Torrent del Perdiguer i el de la Carrerassa, tots tres de curt recorregut i la Ribera de Vallmarçana, que prové d'Escaró i té un recorregut llarg. Aquest riu hi aporta, dins del terme de Serdinyà, el Torrent de Campestre. Més a llevant hi ha el Torrent de la Font, el de Querangol, i, de recorregut més llarg, el Torrent de Vall-llobera, que hi aporta els torrents de la Penya, del Roc Blanc i de l'Estanyol. Ja a llevant del tot, hi ha el Torrent de l'Argelagosa, amb el de Santa Eulàlia. Just a l'extrem oriental, la Rotjà, que a penes trepitja el terme de Serdinyà, s'aboca per la dreta en la Tet dins del terme de Serdinyà i Joncet. Al Bac de Serdinya hi havia hagut el Torrent de la Gatlla i el Torrent Negadís.

#### Canals d'irrigació
En el terme de Serdinyà hi ha uns quants canals d'irrigació, alguns d'origen medieval i d'altres de l'edat moderna. Així, s'hi troben el Rec de Balaix, el de Boera, el de la Tasca, el del Bac de Joncet, el de les Ribes, el del Jandó, abans del Jondo, la conducta del Rec de l'Ecoiffier, el del Mas d'en Llaurí, el del Molí de Joncet (desaparegut), el d'en Rebollet, el de Pomerjana i el Rec Nou.

### Orografia
En el terme de Serdinyà i Joncet hi ha uns quants topònims que reflecteixen formes de relleu o espais geogràfics definits, com obagues: el Bac, el Bac de Joncet (que dona nom al barri), el Bac de Querangol i el Bac de Serdinyà (igualment, dona nom al barri); balços: els Bauç del Bonàs; boscs: el Bosc, o Bosc Comunal de Serdinyà, inclòs dins del Bosc Comunal del Coronat, el Bosc de la Guàrdia i el Bosc de l'Argelagosa; clots: el Clot del Sunyer i el Clot d'Horta; colls: la Collada, o Collada de Jújols, el Coll Basset i el Coll de la Guilla; comes: la Coma del Mas; costes: la Costa de Campinya, la de la Penya i la del Batlle; coves: la Cova, la Cova dels Fornells, la del Cortal del Soler, la d'en Blasi, la d'en Selva i les Coves de l'Elra; muntanyes: el Cim del Serrat de les Garberes, el Puig de les Coves, el Puig del Pla de Tarters, el Puig Mitjà, o Roc del Castell, la Roca Roja, o el Roc Roig de la Serra Pelada; plans: el Pla d'Auçà, el de Campanyà, el de la Corbatera, el de l'Àliga, el del Ferrer, el del Mig, el dels Horts, el de Tarters, la Plana d'Orgó i les Planes, o les Esplanes; serres i serrats: Serrat de la Garrava, Serrat del Bac, Serrat del Castell, Serrat de les Garberes, Serrat de les Saleres de la Garrava, Serrat del Solà de Joncet, Serrat dels Ruires, Serrat de Quemoll, Serrat de Roca Blanca, Serrat de Roca Roja i Serrat de Santa Eulàlia; solanes: el Solà de Joncet, el Solà de Serdinyà (tots dos donen nom als seus barris) i la Solana.

### El terme comunal
Els indrets específics i partides del terme de Serdinyà i Joncet són l'Argelagosa, l'Argut, Balaig, la Bastida, la Blanqueta, en Borrega, Camarà, el Camí de Flaçà, el Camí de Jújols, el Camí d'Escaró, el Camp de la Coma, el Camp del Marc, el Campestre, el Camp del Diumenge, el Camp del Draper, els Camps de Flaçà, la Carrerassa, el Crest de Terra Roja, la Cuna, o les Cunules, Darrer Lloc, l'Era Nova, les Eroles, o Eiroles, Flaçà, la Garrava, la Garrigueta, el Garrollar, o Garrigàs, el Grau, el Grau de Noals, el Greixar, la Grimalda de Dalt, la Guàrdia, els Horts, els Horts de la Font, les Llences, o la Llença, el Llosar, Marinyans, el Mas d'en Basseres, el Mas d'en Rebollet, Mirles, la Mola, Molló, els Molls, Niana, Noals de Terra Roja, l'Oratori, el Peiró, el Perdiguer, els Polls de Mallola, Pomerjana, o Pomajana, Querangol, Quercanya, Querllong, Rebollet, el Reposador del Batlles, Riells, la Roca del Gavatx, la Roca o Roc de n'Os, la Roca Fumada, abans Roc de la Femada, la Roca de Cal Pedrissa, el Roc de l'Àliga, el Roc de Segalíssia, el Roc del Gavatx, el Roc del Ramondillo, el Roc dels Canals, el Roc dels Fornells, el Roc de Sant Marc, el Roc Llarg, els Talls, la Tartera, els Tarters, el Torrent de la Solana, el Torrent del Bonàs, el Torrent del Soler, el Tos de Campmanyà, Tremonts, Vall-llobera, Vallmarçana i la Vista.
Alguns són noms antics, ara en desús, com l'Avellanosa, Barsalona (o Barcelona), Bellveser, la Cirereda, les Greixes, la Llosa d'en Pales, el Pas de Flaçà, el Perelló, el Perer, els Prunerols, el Roc de les Abelles, el Roc de les Estovalles, el Roc Roig, els Rocs Llisos, la Roda, la Romeda, Roquensó,o Roc d'en So, o Castell de Roquensó, Roques Planes, la Roqueta, el Roquetar de Maria Beç, el Roquetar de Santa Eulàlia, les Salines de Veredes, les Saleres de la Garrava, les Saleres d'Eroles, o Eiroles, Sant Marçal, Singlantana i Tiraculs. Alguns corresponen a senyals termenals, com la Pedra Foradada, la Roca Blanca, el Roc Blanc, el Roc de Campanyà, el Roc de Graula, el Roc de la Corbatera, el Roc de la Femada, el Roc de la Romeda, el Roc del Comall, el Roc de Conolls, el Roc de les Creus, el Roc de les Escudelles, el Roc de les Estovalles, el Roc del Fall de la Tomasa, o, simplement, de la Tomasa, el Roc de Mallol, el Roc de Mirles, el Roc de Pla d'Arques, el Roc o Roca de Sant Julià, el Roc de Sant Marc, el Roc de Trencamalles, els Rocs de la Collada, els Rocs de la Pelada, els Rocs del Camp d'en Moner, les Saleres de Querllong, Serrat de Sota de la Garrava, el Solà de Borrega i la Vinya d'en Rabanac.

## Transports i comunicacions
Serdinyà i Joncet estan molt ben comunicats, atès que el terme es troba al fons de la vall de la Tet, per on circulen les carreteres principals de la comarca, a més de la via del ferrocarril.

### Carreteres
En primer lloc, la carretera N - 116 (Perpinyà - la Guingueta d'Ix), la carretera que fa d'enllaç bàsic del Conflent, que, venint de Perpinyà, té forma d'autovia fins a prop de Bulaternera. Aquesta carretera, que passa ran de la riba dreta de la Tet, permet arribar a Perpinyà en 48,7 quilòmetres, a 3,6 de Prada, a 14,2 de Vinçà, d'una banda (cap a llevant), citant només algunes de les poblacions, i a 55,2 de la Guingueta d'Ix, a 34,1 de Montlluís i a 5,3 de Vilafranca de Conflent, de l'altra (cap a ponent).
També hi ha la carretera D - 27 (Prada - N - 116, a Serdinyà), que uneix Serdinyà amb Joncet (1,2 quilòmetres), Escaró (3,6), Aituà (5,2 quilòmetres), Sorra (7,4), Vernet (9,3), Fillols (12,4), Taurinyà (15), Codalet (18,4) i Prada (19,1), en direcció sud i est. És una carretera llarga i recargolada, perquè està recorrent tota l'estona els contraforts septentrionals del Massís del Canigó.

### Ferrocarril
Serdinyà i Joncet tenen, a la línia del Tren Groc, dues estacions de tren, una cada poble: l'Estació de Serdinyà i l'Estació de Joncet, totes dues de la línia del Tren Groc, Vilafranca de Conflent - la Tor de Querol. És la línia 12 TER Llenguadoc Rosselló. Aquesta línia entre en el terme de Serdinyà en el pont sobre la Tet, en el punt quilomètric 0,581 de la línia fèrria, un pont de 53 metres de llargària. Al cap de 3.170 metres passa per sobre del Pont de la Vall-llobera, de 41 metres de llargària, i després de 1.275 metres més, arriba a l'estació de Serdinyà. Al cap de 1.675 metres més, el ferrocarril passa la Ribera de Vallmarçana pel viaducte d'aquest nom, de 59 metres. 564 metres després, la via fèrria arriba a l'estació de Joncet, i després de 1.380 metres més, el tren arriba prop de la Bastida d'Oleta, on abandona el terme de Serdinyà per tal d'entrar en el d'Oleta i Èvol.

### Transport públic col·lectiu
Serdinyà i Joncet disposen de la línia 260, que uneix Perpinyà amb la Cerdanya passant per Prada, fins on es directa des de la capital del Rosselló, Rià, Vilafranca de Conflent, Serdinyà, Oleta, Toès, Fontpedrosa, Fetges, Montlluís, Bolquera, Font-romeu, Èguet, Targasona, Angostrina, Vilanova de les Escaldes, Ur, Enveig, la Tor de Querol, la Cabanassa, Sallagosa, Er, Naüja, Oceja, la Guingueta d'Ix, Ur (fent un bucle a l'Alta Cerdanya), Enveig, la Tor de Querol, Porta i Portè. Aquesta línia circula de dilluns a dissabte amb quatre serveis diaris en direcció a la Cerdanya i cinc en direcció a Perpinyà, més un servei diari extra divendres i dissabte i tres serveis en cada direcció el diumenge. Serdinyà és a uns 10 minuts de Prada, segons la parada, i a 5 minuts de Vilafranca de Conflent, i a poc més d'una hora de Perpinyà, també depenent de la parada cap a llevant; en l'altra direcció, és a uns tres quarts d'hora de Montlluís.

### Els camins del terme
El terme de Serdinyà, i Joncet, té diversos camins que l'enllacen amb els termes i pobles veïns: Camí d'Aituà, Camí de Fullà, Camí de Jújols, Camí de la Guàrdia a Vilafranca, Camí dels Horts a Vilafranca, Camí de Querangol, o Vell d'Aituà, Camí Vell d'Escaró a Fullà, Camí d'Escaró a Oleta (dos de diferents), Camí Vell d'Aituà a Oleta, Camí Vell d'Escaró, la Pista Forestal del Serrat de les Garberes, la Ruta d'Escaró, la de Montlluís, la de Prada, i, com a camí de Muntanya, el Torn del Coronat, i la Carrerada, vell camí ramader. Entre els camins interns del terme hi ha el Camí de Campestre, el de Flaçà, el de Gorgó, el del Bosc de la Guàrdia, els dos camins de la Guàrdia, el Camí de les Mines, el de Marinyans i la Guàrdia, des de Flaçà, el dels Horts, el dels Horts a Flaçà, el de Querllong, el Camí Vell de Flaçà, el Camí Vell de Rebollet i la Tira, o Camí de la Tira. Cal tenir en compte també la Veu del Mener, antic camí de ferro de les mines del terme.

## Activitats econòmiques
Antigament, l'explotació dels boscs del terme (Bosc de l'Argelagosa, al sud, Bosc de la Tartera, al nord; tots dos boscos tenen un refugi forestal) era una de les bases de l'economia local. A part del bosc, Serdinyà té al voltant d'un centenar d'hectàrees dedicades al conreu agrícola, en una vintena d'explotacions. Una quarta part es dedica als arbres fruiters (albercoquers i pomeres, sobretot, a més d'una mica de pereres, presseguers i cireres); les hortalisses ocupen molt poc espai, ran de riu i aprofitant els canals d'irrigació existents; hi ha menys de deu hectàrees de vinya, i tres quartes parts de les terres aptes per a l'agricultura són pastures i terres per a farratge. Hi ha un cens ramader ampli pel que fa als ovins, que s'aproximen al centenar d'exemplars, i més exigu per a bovins i cabrum, amb una desena d'exemplars de cada. A la zona nord del terme hi ha pedreres de marbre, i jaciments de ferro, actualment no explotats, però dels quals es conserva part de les instal·lacions. El turisme té un cert espai, amb el càmping del Mas de l'Astorg i les cases d'allotjament rural existents.

## Història

### Edat Antiga
Al poble de Joncet, al mateix talús de la carretera general, s'han trobat nombroses restes procedents de construccions d'època romana. A més de les ruïnes trobades, també hi havia nombrós mobiliari: restes d'àmfores, teules, ceràmica sigil·lata, etc.

### Edat mitjana
El terme de Serdinyà, o la major part, fou domini directe dels Comtes de Cerdanya. Els llocs del terme de Serdinyà formaren la Sajonia de Conflent. En el terme hi havia diversos alous particulars, i, a més, l'explotació dels molins va ser atribuïda a finals de l'edat mitjana als Llar, de Vilafranca, i als Reiners-Llaurí, de Joncet.
El 1384 la Pesta Negra va fer estralls a Serdinyà i Joncet, fins al punt que la recuperació hi fou lenta i complexa. Per això, el 1405 el rei Martí l'Humà concedí als pobladors de Serdinyà els mateixos privilegis que posseïen els habitants de Vilafranca de Conflent. A més, al llarg del segle xiv s'havien construït diversos recs per afavorir-hi l'agricultura: Rec de la Tasca, Canal de Balaix, Rec d'en Rebollet i Rec d'en Jondo.

### Edat Moderna
Al llarg de tota l'edat moderna, el domini del terme de Serdinyà continuà quasi fins a la caiguda de l'Antic Règim. L'any 1712 aquest senyoriu fou cedit al senyor d'Ardena d'Hervault, però dos anys més tard la mateixa comuna redimia els seus drets, que retornaren al rei. Certs drets, com els de fleca, taverna, hostal, pesca, caça, etc. eren llogats en concurs públic, com a totes les viles en aquella època. Al segle xvi hi hagué un mestre pagat pel Comú, que es reunia al porxo de l'església, el qual, a més, encara va construir un altre canal d'irrigació: el Rec Nou de Serdinyà i de Joncet. En els documents de principis del segle xviii consta la Universitat de Serdinyà, Jomcet i Sajonia com a autoritat local d'aquest lloc.

### Edat contemporània
Amb la constitució de les noves comunes implantades a ran de la revolució francesa, el territori de l'actual comuna de Serdinyà i Joncet fou distribuïda en tres comunes diferents. Flaçà fou annexionada a Jújols el 1790; hi estigué tot just quatre anys, atès que el 1794 tornava a Serdinyà. Els Horts fou constituït en comuna pròpia. Serdinyà i Joncet romangueren junts en la comuna de Serdinyà. Finalment, el 1822 la comuna dels Horts fou unida a la de Serdinyà i el terme comunal restà com és ara.

## Demografia

### Demografia antiga
La població està expressada en nombre de focs (f) o d'habitants (h)
| 39 f | 46 f | 39 f | 22 f | 18 f | 16 f | 14 f | 105 f | 69 f | 559 h | 119 f | 123 f |

(Fonts: Pélissier, 1986.)
Notes:
- 1378: dels quals, 8 f per a Serdinyà, 5 per a Flaçà, 6 per a Joncet, 1 per a la Guàrdia, 1 per a Marinyans i 1 per a Mirles;
- 1470: dels quals, 9 f per a Serdinyà, 3 per a Flaçà, 4 per a Joncet, 1 per a la Guàrdia i 1 per a Marinyans;
- 1515: dels quals, 8 f per a Serdinyà, 3 per a Flaçà, 4 per a Joncet i 1 per a la Guàrdia;
- 1553: per a Serdinyà, Flaçà, Joncet, la Guàrdia i Marinyans;
- 1720: per a Serdinyà i Joncet;
- 1774: dels quals 34 f per a Joncet; Flaçà és comptat amb Jújols;
- 1789: per a Serdinyà, Joncet i la Sajonia.[14]

### Demografia contemporània
| Evolució de la població |      |      |      |      |      |      |      |      |
| 1793                    | 1800 | 1806 | 1821 | 1831 | 1836 | 1841 | 1846 | 1851 |
| 524                     | 557  | 559  | 639  | 703  | 722  | 712  | 756  | 683  |

| 1856 | 1861 | 1866 | 1872 | 1876 | 1881 | 1886 | 1891 | 1896 |
| ---- | ---- | ---- | ---- | ---- | ---- | ---- | ---- | ---- |
| 665  | 625  | 615  | 575  | 614  | 590  | 568  | 554  | 543  |

| 1901 | 1906 | 1911 | 1921 | 1926 | 1931 | 1936 | 1946 | 1954 |
| ---- | ---- | ---- | ---- | ---- | ---- | ---- | ---- | ---- |
| 710  | 526  | 576  | 542  | 534  | 524  | 445  | 361  | 369  |

| 1962 | 1968 | 1975 | 1982 | 1990 | 1999 | 2005 | 2010 | 2015 |
| ---- | ---- | ---- | ---- | ---- | ---- | ---- | ---- | ---- |
| 363  | 307  | 271  | 233  | 213  | 233  | 228  | 214  | 244  |

Fonts: Ldh/EHESS/Cassini fins al 1999, després INSEE a partir deL 2004

### Evolució de la població

Població 1962-2008

## Administració i política

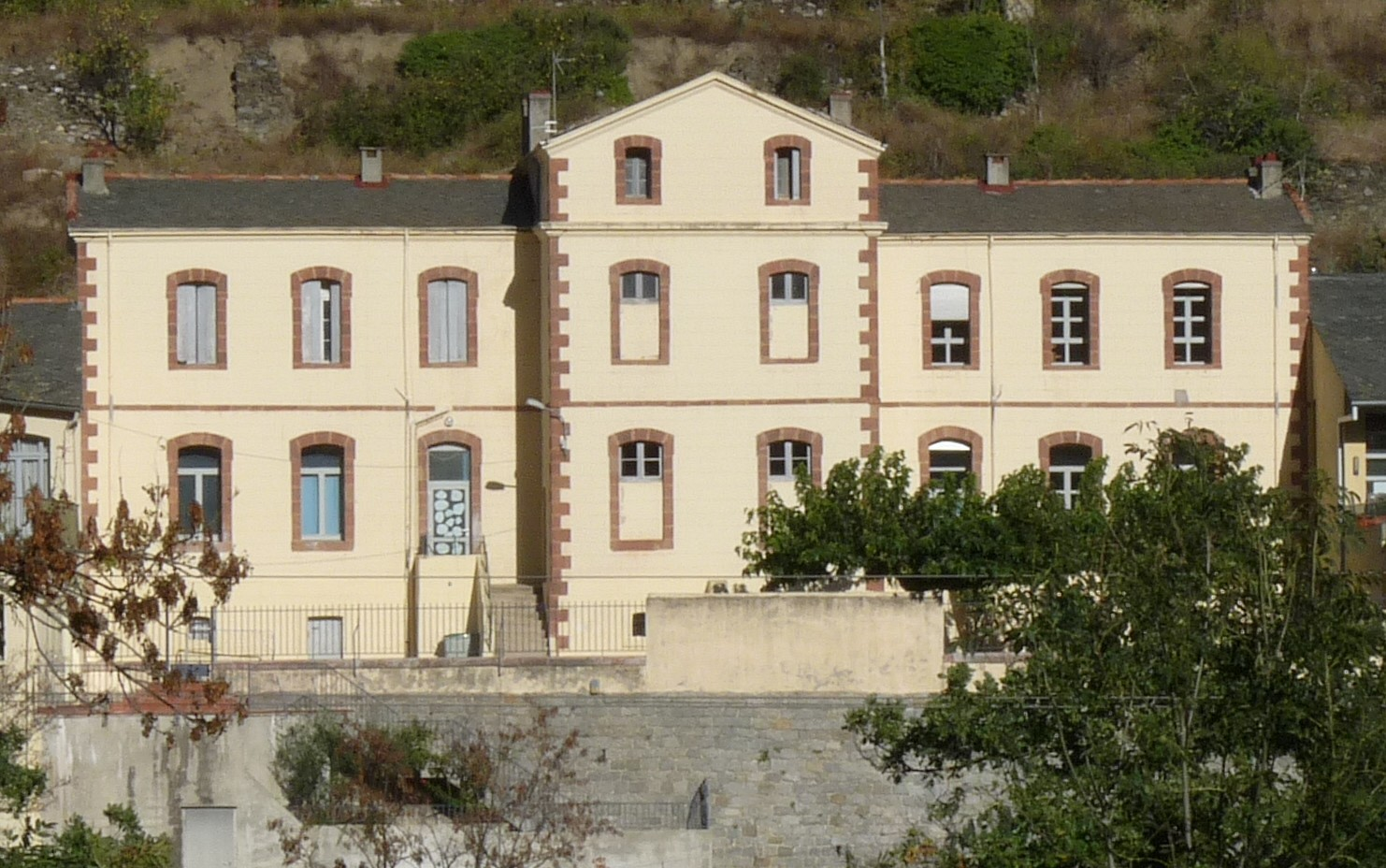
La Casa del Comú de Serdinyà

### Batlles
| Alcalde           | Període                       |
| ----------------- | ----------------------------- |
| Paul Maranges     | Març del 1983 - Juny del 1995 |
| Jean-Marie Maydat | Juny del 1995 - Moment actual |

### Legislatura 2014 - 2020

#### Batlle
- Jean-Marie Maydat.

#### Adjunts al batlle[17]
- 1r: .

#### Consellers municipals
- Robert Bousquet
- Monique Crouilles
- Danie Dechaune
- Aline Fourquet
- Roland Hullo
- Christophe Louchez
- Serge Manaut
- Ginette Mossas
- Jean-Claude Poncet
- Jean Teulière.

### Adscripció cantonal

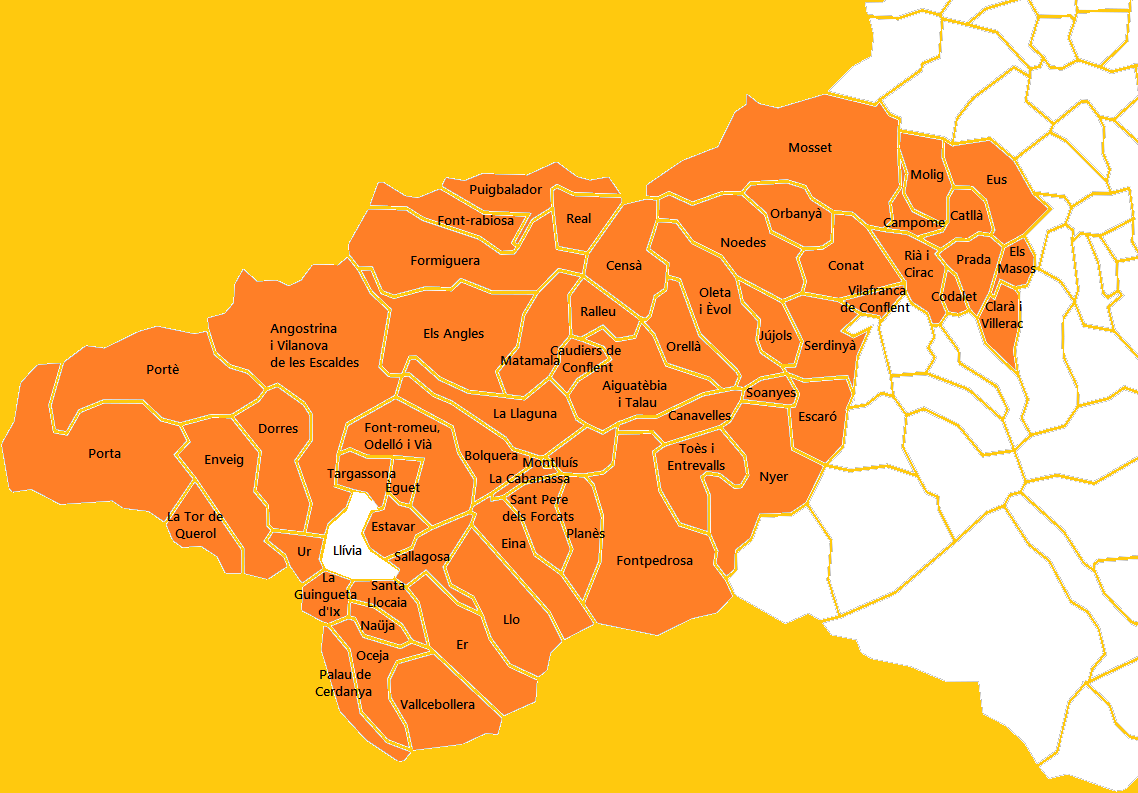
Mapa del Cantó dels Pirineus Catalans

A les eleccions cantonals del 2015 Serdinyà ha estat inclòs en el cantó número 13, dels Pirineus Catalans, que inclou els pobles d'Angostrina i Vilanova de les Escaldes, Bolquera, Dorres, Èguet, Eina, Enveig, Er, Estavar, Font-romeu, Odelló i Vià, la Guingueta d'Ix, Llo, Naüja, Oceja, Palau de Cerdanya, Porta, Portè, Sallagosa, Santa Llocaia, Targasona, la Tor de Querol, Ur i Vallcebollera, de la comarca de l'Alta Cerdanya, els Angles, Font-rabiosa, Formiguera, Matamala, Puigbalador i Ral, de la del Capcir, i les viles de Montlluís, Prada i Vilafranca de Conflent i els pobles d'Aiguatèbia i Talau, la Cabanassa, Campome, Canavelles, Catllà, Caudiers de Conflent, Censà, Clarà i Villerac, Codalet, Conat, Escaró, Eus, Fontpedrosa, Jújols, la Llaguna, Els Masos, Molig, Mosset, Noedes, Nyer, Oleta i Èvol, Orbanyà, Orellà, Planès, Ralleu, Rià i Cirac, Sant Pere dels Forcats, Sautó, Serdinyà, Soanyes i Toès i Entrevalls, de la del Conflent, amb capitalitat a Prada. Són conselleres per aquest cantó Jean Castex i Hélène Josende, de la Unió de la Dreta.

### Serveis comunals mancomunats
Serdinyà forma part de la Comunitat de comunes de Conflent - Canigó, amb capitalitat a Prada, juntament amb Prada, Arboçols, Campome, Campossí, Canavelles, Castell de Vernet, Catllà, Clarà i Villerac, Codalet, Conat, Cornellà de Conflent, Escaró, Espirà de Conflent, Estoer, Eus, Finestret, Fillols, Fontpedrosa, Fullà, Jóc, Jújols, Marqueixanes, els Masos, Mentet, Molig, Mosset, Noedes, Nyer, Oleta i Èvol, Orbanyà, Orellà, Pi de Conflent, Rià i Cirac, Rigardà, Saorra, Soanyes, Sornià, Tarerac, Taurinyà, Toès i Entrevalls, Trevillac, Vallestàvia, Vallmanya, Vernet, Vilafranca de Conflent i Vinçà.

## Ensenyament i Cultura
A Serdinyà hi ha una escola elemental i primària de caràcter públic, però per a continuar estudis, els nois i les noies de Joncet i Serdinyà han d'assistir als col·legis de Prada o Font Romeu, i per al batxillerat, als liceus situats en aquestes mateixes poblacions.

## Llocs i monuments
- Església de Sant Cosme i Sant Damià de Serdinyà
- Església de Sant Marcel de Flaçà